# Hysteriaǃ (revista)
Revista Hysteria es una revista mexicana digital de cultura y sexualidad que aborda temas como las políticas de representación del cuerpo y la búsqueda del placer entendidos como espacios políticos desde diferentes perspectivas (artes visuales, filosofía y narrativa, el cuerpo y su representación erótica-pornográfica). Se publica de forma bimestral. Fue fundada en 2013 teniendo como editoras a Ivelin Meza Buenrostro artista visual y diseñadora mexicana. Lizbeth Gamboa Ortega, artista visual mexicana. Como parte del consejo editorial: Nadia Rosas Granados, artista de performance colombiana  y Alex Xavier Aceves Bernal artista gráfico mexicano.

## Historia
El primer ejemplar de la Hysteria! Revista nació en abril de 2013 con el objetivo de difundir temas sobre el cuerpo, el género y la identidad desde una mirada artística, teórica y crítica. Fue beneficiaria del Programa Edmundo Valadés de Apoyo a la Edición de Revistas Independientes del Fondo Nacional para la Cultura y las Artes en 2014. Es una publicación bimestral que propone temas que abogan por el respeto a la diversidad desde la perspectiva del arte. Ha participado en eventos de arte en diversas instituciones culturales como el FEMSTIVAL 2013 del Museo Universitario del Chopo. En 2014 en el Centro Cultural de España en México, la Muestra Marrana en el Ex Teresa Arte Actual en 2015 . Así mismo, participó en el Festival de la LibrA y la RosA 2019 en el Museo Universitario Arte Contemporáneo y otros foros.
En marzo de 2019 se realiza la exposición Callejeras y revoltosas, a partir de las reflexiones que surgieron con el archivo de Hysteria!, en el cual se abordan muchas manifestaciones artísticas y del activismo queer-feminista. La exposición se convirtió en la manera de socializarlo. Ese mismo año, en abril, la Revista Hysteria participó en la curaduría en la exposición Madres, en la Fábrica de Artes y Oficios (Faro) de Oriente, durante el Festival Tiempo de Mujeres.

## Editorial
El equipo de trabajo lo conforman el arquitecto y artista visual Tadeo Cervantes, Lizeth Gamboa, también conocida como Liz Misterio quien es artista visual, gestora cultural independiente, investigadora y editora especializada en arte, feminismo y cultura. y Una Pardo, artista visual mexicana que reside en la Ciudad de México.

## Educación
Bajo la mentoría de Isabel Gil, maestra en Industrias creativas y experiencia en emprendimiento, innovación y urbanismo cultural, Hysteria Revista forma parte del Programa de Acompañamiento 2021 dentro del Laboratorio de Iniciativas culturales de la Universidad Nacional Autónoma de México -UNAM que propone un esquema de formación y asesorías para iniciativas que cuentan un avance importante y que necesitan información específica para que su iniciativa se siga desarrollando.